# Melody (schip, 1982)
MS Melody was een cruiseschip van MSC Crociere. Ze behoorde niet tot een bepaalde klasse en was het oudste schip van MSC. Ze werd in 1982 als MS Atlantic gebouwd in Frankrijk, in La Seyne, door CNIM voor Home Lines. Van 1988 tot 1997 voer het schip voor Premier Cruise Line als MS StarShip Atlantic. In 1997 kwam het schip in dienst bij MSC Crociere als MS Melody, in 2004 kreeg ze de huidige naam MSC Melody.
Voor minder beweging heeft de MSC Melody stabilisatoren.

## Piraterij
Tijdens een verplaatsingscruise van Durban in Zuid-Afrika naar Genua in Italië en met zo'n 1.000 passagiers aan boord werd het schip op 25 april 2009 aangevallen door Somalische piraten toen het zich zo'n 300 kilometer uit de kust van de Seychellen bevond. Een speedboat met zes personen aan boord kwam langszij; de opvarenden vuurden met een automatisch wapen op de brug en probeerden aan boord van de MSC Melody te komen. Volgens de media hebben de passagiers van het cruiseschip de piraten bevochten door tafels en stoelen naar de piraten te gooien totdat het beveiligingspersoneel van het schip gemobiliseerd was.
Het Israëlische beveiligingspersoneel gebruikte de brandslang en later ook pistoolschoten om de piraten te verdrijven. Dit lukte, waarna de piraten hun boot weer opzochten en wegvoeren. Wel schoten zij nog zo'n 10 minuten lang op het cruiseschip. De piraten werden gevangengenomen door het Spaanse fregat SPS Numancia (F83) op 27 april 2009 en uitgeleverd aan de Seychellen.

## Uit dienst
Op 8 januari 2013 stuurde MSC Cruises een persbericht uit dat het bedrijf afscheid neemt van de MSC Melody. Er was nog een beperkt programma op de Middellandse Zee voorzien voor de zomer van 2013. Passagiers die hierop reeds hadden geboekt, kregen een alternatief aangeboden.